# Alexandre Douesnel-Dubosq
Alexandre Robert Douesnel-Dubosq, né à Bayeux le 16 octobre 1798 et mort à Bayeux le 11 août 1877 est un homme politique français. Il est plusieurs fois député du Calvados.

## Biographie
Alexandre Douesnel-Dubosq fait des études de droit et devient en 1828 substitut du procureur du roi de Bayeux. En 1834, il devient procureur du roi mais il est muté à Oran à cause de ses liens avec le député d'opposition de Bayeux Charles Gourdier-Deshameaux en 1841.
En 1849, il est élu représentant du Calvados sous la Deuxième République. Il est réélu ensuite de 1851 à 1869.

## Sources
- « Alexandre Douesnel-Dubosq », dans Adolphe Robert et Gaston Cougny, Dictionnaire des parlementaires français, Edgar Bourloton, 1889-1891 [détail de l’édition]